# Белечану
Белечану (рум. Bălăceanu) — комуна у повіті Бузеу в Румунії. До складу комуни входить єдине село Белечану.
Комуна розташована на відстані 121 км на північний схід від Бухареста, 26 км на північний схід від Бузеу, 72 км на захід від Галаца, 127 км на схід від Брашова.

## Населення
За даними перепису населення 2002 року у комуні проживали 1796 осіб.
Національний склад населення комуни:
| Національність | Кількість осіб | Відсоток |
| -------------- | -------------- | -------- |
| румуни         | 1656           | 92,2%    |
| цигани         | 140            | 7,8%     |

Рідною мовою назвали:
| Мова      | Кількість осіб | Відсоток |
| --------- | -------------- | -------- |
| румунська | 1749           | 97,4%    |
| циганська | 47             | 2,6%     |

Склад населення комуни за віросповіданням:
| Релігія       | Кількість осіб | Відсоток |
| ------------- | -------------- | -------- |
| православні   | 1786           | 99,4%    |
| адвентисти    | 9              | 0,5%     |
| римо-католики | 1              | 0,1%     |

## Зовнішні посилання
- Дані про комуну Белечану на сайті Ghidul Primăriilor [Архівовано 15 травня 2012 у Wayback Machine.]